# Intercontinental Rally Challenge in 2008
De Intercontinental Rally Challenge in 2008 was de derde jaargang van de Intercontinental Rally Challenge.  